# Johann Ludwig Gleditsch

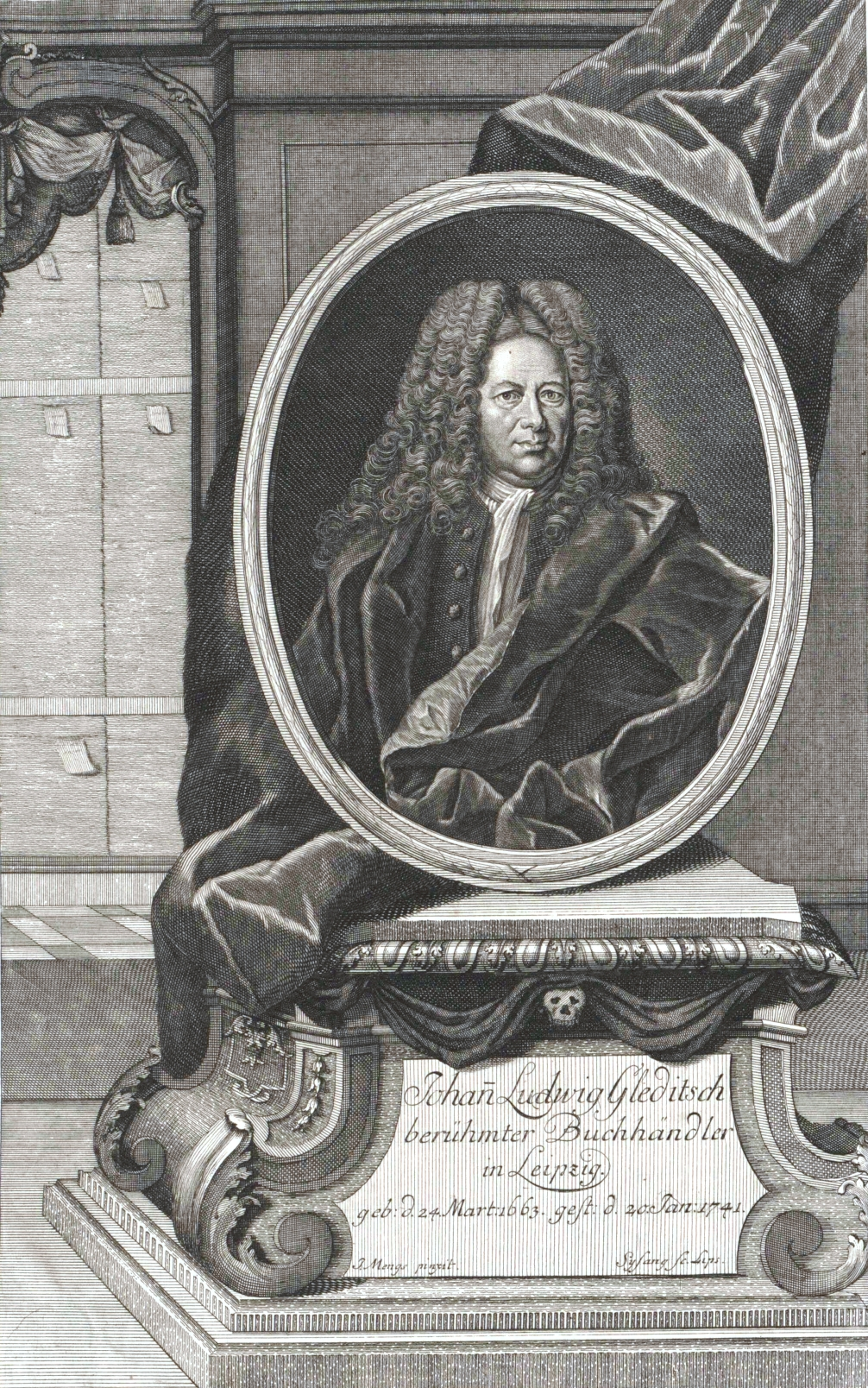
Johann Ludwig Gleditsch, Stich von Johann Christoph Sysang nach Ismael Mengs

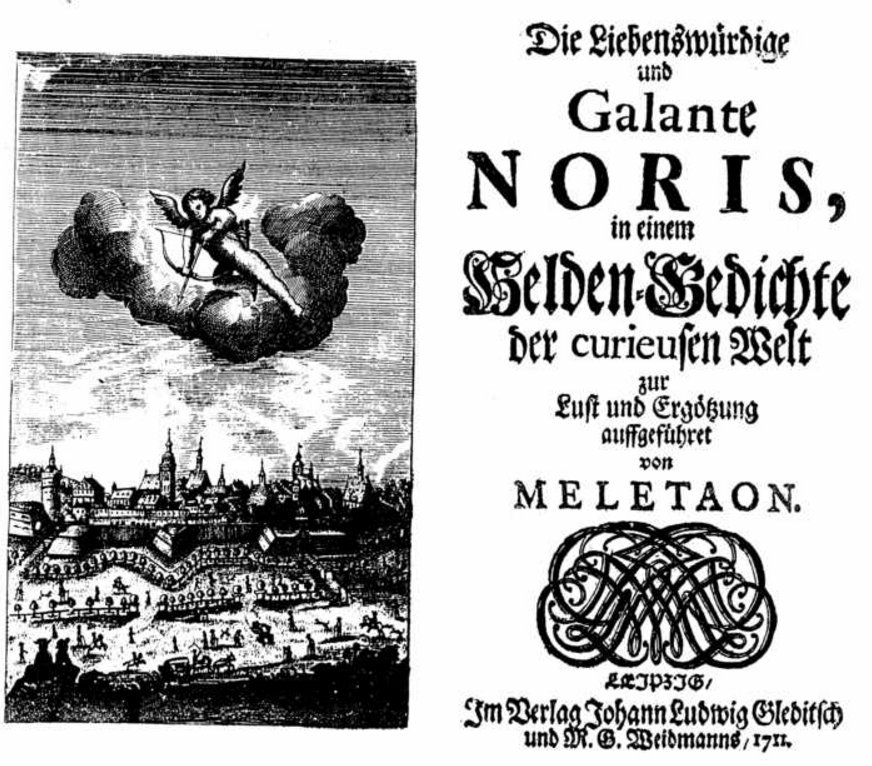
Buchtitel mit dem Monogramm von Johann Ludwig Gleditsch: Meletaon, Die liebenswürdige und galante Noris (Leipzig: J. L. Gleditsch / M. G. Weidmann, 1711).

Johann Ludwig Gleditsch (* 21. März 1663 in Eschdorf; † 20. Januar 1741 in Leipzig) war ein deutscher Buchhändler und Verleger. Als solcher führte er von 1694 bis 1717 die Weidmannsche Buchhandlung in Leipzig.

## Leben
Johann Ludwig Gleditsch lernte Buchhandel im Unternehmen von Johann Friedrich Fritsch, das zu dieser Zeit von seinem Bruder Johann Friedrich Gleditsch geleitet wurde. 1693 bereiste er die Niederlande, 1694 heiratete er die Witwe des ein Jahr zuvor verstorbenen Moritz Georg Weidmann und übernahm damit die Weidmannsche Buchhandlung, die er für den noch minderjährigen Sohn des Firmengründers führte. Bücher des Unternehmens erschienen bis 1717 unter der Verlagsangabe „Johann Ludwig Gleditsch und M. G. Weidmann“ mit dem Monogramm J.L.G. Gleditsch übergab das Geschäft 1717 an Moritz Georg Weidmann den jüngeren, der bereits 1713 Teilhaber geworden war.
Die Verlagsführung durch Gleditsch wurde zum unternehmerischen Glücksfall. Die außergewöhnliche Zahl von 826 Titeln belegt das, wie ein Blick in die Buchauswahl zeigt. Gleditsch verlegte eine ganze Reihe der wichtigsten Romanautoren des späten 17. und frühen 18. Jahrhunderts, unter anderem Heinrich Anselm von Ziegler, August Bohse (alias Talander) und Georg Christian Lehms (Palidor). Bei ihm erschien die erste deutsche Ausgabe der Geschichten aus Tausendundeiner Nacht (1706 ff) wie Die Tausend und eine Viertel-Stunde (1716/1717), mit denen Thomas Simon Gueulette an den Erfolgstitel anknüpfte – Titel, die er mit Gespür für die aktuellen belles lettres modisch ausstattete.